# Olaf Saile

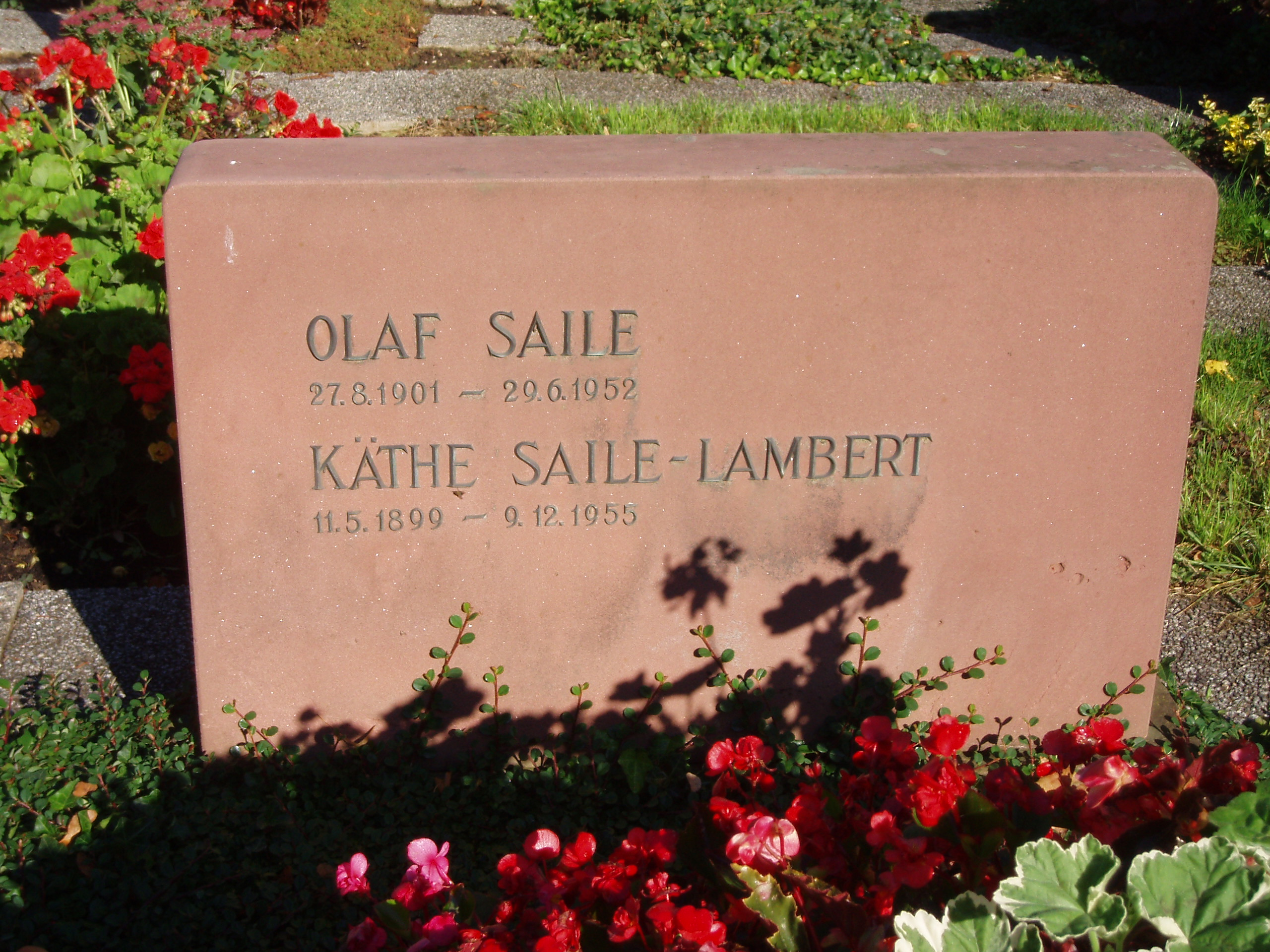
Sailes Grabstein

Olaf Saile (* 27. August 1901 in Weitingen, Oberamt Horb, Königreich Württemberg; † 29. Juni 1952 in Esslingen am Neckar) war ein deutscher Schriftsteller der inneren Emigration.

## Werdegang
Als Redakteur der „Rathenower Zeitung“ und Sozialdemokrat wurde Olaf Saile auf Grundlage der Verordnung des Reichspräsidenten zum Schutz von Volk und Staat vom 28. Februar 1933 am 22. Juni 1933 verhaftet und in das KZ Oranienburg gebracht, weil er sich öffentlich in Wort und Schrift gegen die Naziherrschaft ausgesprochen hatte. Seine spätere zweite Frau Käthe Lambert konnte mit Hilfe ihres Presseausweises in das Lager gelangen und veröffentlichte einen stark geschönten Bericht über die dortigen Zustände, woraufhin Olaf Saile entlassen wurde. Er erhielt aber Berufsverbot, zog nach Stuttgart-Bad Cannstatt, gründete Ende 1933 die bis 1937 bestehende Süddeutsche Kulturkorrespondenz und hielt sich und seine Familie mit literarischen Arbeiten über Wasser. Als freier Schriftsteller konnte er dann auch am Süddeutschen Rundfunk Stuttgart tätig werden. 
Vor Kriegsausbruch 1939 zog er nach Esslingen, wo er sich ein Haus baute. Nach 1945 wurde er in Unteruhldingen/Bodensee zum Bürgermeister ernannt. Bei den ab Ende 1946 erscheinenden Stuttgarter Nachrichten leitete er bis zur Ablösung durch Kurt Honolka im Juli 1949 die Feuilletonredaktion. Er starb in seinem Arbeitszimmer in Esslingen, am Schreibtisch sitzend. Sein Grab befindet sich auf dem Friedhof von Sankt Bernhardt in Esslingen.

## Politische und literarische Haltung
Das im November 1935 gedruckte Gedicht Chor der Gefallenen liegt scheinbar auf der Linie der vom NS-Regime seit März 1935 mit der Wiedereinführung der Wehrpflicht betriebenen Militarisierung Deutschlands. Der Dichter lässt darin tote Soldaten des Ersten Weltkriegs über ihren Massengräbern und Särgen ein Dröhnen wie vom Marsch von Kolonnen, die doch noch die Schlacht gewonnen, vernehmen und schließlich – vom Tode erwacht – verkünden:

„Marschiert, Kameraden, wir kommen, wir kommen!
Noch hat uns der Tod nicht die Liebe genommen,
Soll Deutschland, soll Deutschland verderben?
Wir kommen – noch einmal zu sterben!“

Allerdings vertrat er als kritischer Publizist und sozialdemokratischer Schriftenleiter eine klare Haltung gegen die Nationalsozialisten. Noch im Jahr 1937 führte der Staat ein Ehrengerichtsverfahren gegen ihn, weil unter seiner Leitung Hitler als größenwahnsinnig, als "Operettendiva", "Schwein" oder "süddeutsch-katholischer Halbproletarier" und Göbbels als "Mephisto der Partei" bezeichnet wurden. In seiner Verteidigung gegenüber dem Bezirksgericht der Presse positioniert sich Saile programmatisch als Autor der inneren Emigration und wendet die Argumentation der Machthaber gegen diese selbst an: 
"Seitdem ich meinen Beruf als Schriftleiter infolge der Ereignisse des Sommers 1933 verloren habe, habe ich jede politisch journalistische Arbeit eingestellt, da ich es grundsätzlich für geboten hielt, dass ein Journalist, der bis 1933 gegen die Partei gestanden hat, nach der Machtübernahme nicht als Mitkämpfer der Bewegung auftreten konnte. Es ist wiederholt von massgebenden Parteistellen betont worden, dass die Partei eine solche Haltung mehr respektiere als eine konjunkturpolitische Anbiederung ... Ich habe meine Arbeit sowohl in meinen Büchern, an denen ich seit einiger Zeit arbeite, als auch in Aufsätzen ausschliesslich auf das Literarische und Kulturelle beschränkt. Ich glaube nicht, dass mir aus dieser Haltung irgend ein Vorwurf gemacht werden kann." 
Sein Schreiben unterzeichnet er nicht, wie zu dieser Zeit obligatorisch, mit dem Deutschen Gruß "Heil Hitler", sondern ausschließlich mit seinem Namen. Einige wenige Aufzeichnungen über seine Verhaftung und Misshandlung im KZ sind überliefert.
Trotz seines ablehnenden Verhältnisses zum Nationalsozialismus wurde Sailes Roman Und wieder wird es Sommer 1937, also noch im selben Jahr wie sein Ehrengerichtsverfahren, bei der feierlichen Verleihung des Schwäbischen Dichterpreises durch den württembergischen Ministerpräsidenten und Kultminister Christian Mergenthaler öffentlich belobigt. Die von ihm im gleichen Jahr herausgegebene Anthologie Schwäbische Erzähler fand auch in der NS-Presse positive Resonanz. Am 10. November 1940 wurde ein Rundfunkvortrag über den Hitler-Ludendorff-Putsch übertragen, von dessen Inhalt allerdings nichts bekannt ist.
Unmittelbar nach dem Zweiten Weltkrieg zieht er wieder öffentlich Position und tritt für ungeschönte Aufarbeitung ein. In "Ein Wort an die deutsche Jugend" wirbt er dafür, ein ganz neues Deutschland zu bauen, das mit dem in den Abgrund gestürzten "Hitler-Land" auch nicht einen Schatten mehr gemeinsam haben dürfe.

## Das Hauptwerk
Sailes fiktive Kepler-Biographie ist ein verkappter Protest gegen das Naziregime, hier dient die Epoche der Reformation und Gegenreformation "zur Abrechnung mit der blutigen Intoleranz auch der Gegenwart".  Das Buch wurde kurz vor Kriegseintritt der Amerikaner unter dem Titel Troubadour of the Stars in New York veröffentlicht. Übersetzt hatte es James A. Galston. Basierend auf den Kepler-Forschungen von Max Caspar, entwickelt Saile hier einen historischen Roman, der sich eng an den Quellen anlehnt. Kepler wird hier zum Spielball politischer und weltanschaulicher Mächte. In Sailes Nachlass ist ein nie veröffentlichtes Essay zum Roman überliefert, das den Roman selbst und Sailes Kepler-Interpretation klar in ein politisches Licht rückt: 
"Seit Menschengedenken sind die kriegerischen Katastrophen, allen Leidenserfahrungen und allem Elend zum Hohn, in den Geschichtsbüchern als die "grossen Zeiten" gerühmt worden und ihre Veranlasser gingen mit Gloriolen in die Heldensäle ein, anstatt dass sie der Fluch der gequälten Menschheit in den Orkus verfolgt hatte … Wo aber auch der Schein einer Staatsaktion oder pompöser Machtentfaltung fehlt, wo einzelne Menschen ihre Kraft und ihr Leben daransetzen, die Erdenwelt von äusseren und inneren Ketten zu befreien, aus Dumpfheit, Enge, Herzensträgheit, Barbarei und jeglicher Not zu erlösen, da eben versagt die Menschenwelt ihren wahren Freunden und Führern Gefolgschaft und Dank." 
Das Buch erlebte bis 1971 zehn Auflagen und wurde auch in großer Zahl als Lizenzausgabe der Büchergilde und des Bertelsmann-Leserings gelesen.

## Werke
- (Hrsg.) Schwäbische Erzähler, Fleischhauer & Spohn, Stuttgart 1937
- Und wieder wird es Sommer. Fleischhauer & Spohn, Stuttgart 1937
- Kepler. Roman einer Zeitenwende, Fleischhauer & Spohn, Stuttgart 1938
- Über den Umgang mit Schwaben, E.G. Seeger, Stuttgart 1950